# Прапор Ата
Прапор Ата був прийнятий рішенням ради 19 вересня 1991 року як прапор муніципалітету Ат в провінції Ено. Прапор можна описати так:
Три однаково довгі смуги лілового, білого та жовтого кольорів.
Цей прапор відомий в Аті з 1579 року. У муніципальному звіті від 2 лютого 1579 року говориться, що échevins (муніципальні радники) Ата наказали придбати тканину цих кольорів для виготовлення прапора міста. Кольори — це кольори Роберта з Де Тразені, лорда Семері, лорда Ата з 1565 по 1580 рік. Прапор не був підтверджений урядом Французької спільноти до 18 грудня 1991 року.